# Izoterma GF
Izoterma GF, czyli uogólniona izoterma Freundlicha (ang. Generalized Freundlich isotherm), nazwana od nazwiska Herberta Freundlicha, zwana też izotermą Sipsa (została uogólniona przez Sipsa w 1948 r.) opisuje fizyczną adsorpcję zlokalizowaną i odpowiada asymetrycznemu rozkładowi energii adsorpcji o charakterze zbliżonym do obciętego malejącego rozkładu eksponencjalnego. Można ją uważać za szczególny przypadek 4-parametrowej izotermy GL, w której parametr {\displaystyle n} (określający kształt funkcji od strony niskich energii) jest równy jedności, {\displaystyle n=1}
{\displaystyle \theta =\left({\frac {{\overline {K}}p}{1+{\overline {K}}p}}\right)^{m},}
gdzie:
{\displaystyle \theta } – pokrycie powierzchni (adsorpcja względna), {\displaystyle \theta =a/a_{m}} ({\displaystyle a} – adsorpcja, {\displaystyle a_{m}} pojemność monowarstwy),
{\displaystyle p} – ciśnienie,
{\displaystyle m} – parametr heterogeniczności {\displaystyle (0<m\leqslant 1),} im mniejszy tym większa szerokość rozkładu energii adsorpcji; dla {\displaystyle m=1} otrzymujemy izotermę Langmuira, dla której funkcja rozkładu może być opisana jako delta Diraca,
{\displaystyle {\overline {K}}} – stała równowagi adsorpcji związana z energią charakterystyczną funkcji rozkładu energii (dla izotermy GF energia charakterystyczna jest równa energii minimalnej):
{\displaystyle {\overline {K}}=K_{o}\exp \left({\frac {\overline {E}}{RT}}\right),}
gdzie:
{\displaystyle K_{o}=\exp \left({\frac {\Delta S}{R}}\right),}
{\displaystyle {\overline {E}}} – średnia energia adsorpcji,
{\displaystyle K_{o}} – tzw. czynnik przedeksponencjalny związany z entropią {\displaystyle \Delta S} procesu adsorpcji,
{\displaystyle R} – uniwersalna stała gazowa,
{\displaystyle T} – temperatura.
Izoterma ta dla niskich ciśnień może być przybliżona za pomocą równania izotermy Freundlicha, które jest liniowe we współrzędnych logarytmicznych adsorpcji i ciśnienia, dla dużych ciśnień jej przebieg zbliża się do izotermy Langmuira.
Po formalnej zamianie ciśnienia p na stężenie c, izoterma GF może być wykorzystana do opisu adsorpcji z rozcieńczonego roztworu (np. wodnego roztworu substancji organicznej). Można w niej również uwzględnić oddziaływania boczne specyficzne i niespecyficzne, a także adsorpcję wielowarstwową (zob. adsorpcja).